# Taux de pénétration du marché
Pour les articles homonymes, voir Pénétration.
Le taux de pénétration du marché est, en marketing, un taux mesurant la couverture du marché par un produit ou service donné.

## Introduction
Les politiques généralement reconnues pour le lancement d’un produit sont les politiques d’écrémage et de pénétration.
Dans le cas d’une politique de pénétration, au contraire d'une politique d'écrémage, le produit est introduit à un prix intentionnellement bas, voire agressif, afin de conquérir rapidement une part importante du marché.
Cette politique doit s'appuyer sur une bonne maîtrise des coûts et la capacité de l'entreprise à baisser encore ceux-ci en exploitant la courbe d'expérience et les économies d'échelle, notamment si le marché est en croissance rapide.
Elle a pour principal avantage de dissuader l'apparition de nouveaux concurrents qui seront découragés devant la faiblesse des marges possibles.
Le taux de pénétration diffère de la part de marché qui est la part de chiffre d'affaires de chaque fournisseur par rapport au total des ventes de l'ensemble de ceux-ci, sur une année par exemple.

## Expression de la pénétration
Pour désigner la couverture du marché par un produit ou service donné, on utilise le taux de pénétration du marché.
Il s'exprime en pourcentage et s'obtient par le rapport suivant :
Demande actuelle du produit / Demande potentielle du produit.
Il peut être calculé pour l'ensemble des entreprises fournissant un type de produit (exemples : pourcentage des ménages équipés d'un PC, d'un compte en banque, etc.), ou pour chacune d'entre elles. Dans ce dernier cas, le total des taux de pénétration du marché peut être supérieur à 100 % puisqu'un individu donné peut posséder des produits ou services similaires venant de divers fournisseurs.